# Äntligen har rika människor fått det bättre
Äntligen har rika människor fått det bättre är ett album med General Knas, utgivet i maj 2006.
Skivan, släppt på skivbolaget SwingKids, har en speltid på 41 minuter.

## Låtlista
1. "Ännu ingen kedja" - 4:09
2. "Ny dag" - 3:12
3. "General utan armé" - 4:10
4. "I detta livets skede" - 3:39
5. "Livs levande" - 3:36
6. "Vänd om" - 3:15
7. "Ditt bästa" - 3:36
8. "Bygger på kärlek (med Leia)" - 5:37
9. "Du duger" - 3:04
10. "Inte nåt gott" - 3:05
11. "Förgänglighet" - 4:32